# 7,62×39mm
7,62×39mm M43 là loại đạn súng trường xung kích nổi tiếng do các kỹ sư Nicholai M. Elizarov và Boris V. Semin  của Liên Xô thiết kế. Đạn được phát triển vào năm 1943, nhưng đã trải qua nhiều lần thay đổi, và được coi là chính thức hoàn thiện năm 1949. Tuy nhiên do nhiều biến động trong việc thay đổi xung hỏa lực, phải đến năm 1961, đạn mới thực sự hoàn thiện. Đạn đầu tiên được sử dụng cho súng CKC, AK-47/AKM, RPD, RPK và nhiều loại súng khác sau đó. Ngày nay đạn 7,62x39mm là loại đạn tiêu chuẩn trong rất nhiều lực lượng vũ trang. Đạn mạnh, đường đạn tốt, bền chắc, ổn định. Công nghệ làm đạn có phần phức tạp hơn công nghệ sản xuất các loại đạn khác, nhưng sau khi tự động hóa, đạn được sản xuất rất nhanh và rẻ, dễ sản xuất với số lượng lớn. Độ chính xác của đạn 7,62×39mm rất ấn tượng, đặc biệt là khi săn hươu. Những viên đạn này được thiết kế chủ yếu để sử dụng trong các tình huống chiến đấu tầm trung.

## Giải thích tên gọi
Trong cụm mã định danh 7,62×39mm M-43, "7,62" (mm) tuy hay được coi là đường kính đầu đạn, nhưng thực tế là tham số đường kính khớp nòng tiêu chuẩn, trong khi đường kính thực của đầu đạn chưa bắn là 7,92mm. Chênh lệch 0,3mm đảm bảo khi bắn, đầu đạn đi trong nòng sẽ ép chặt vào thành nòng, biến dạng và được ép khớp với các khương tuyến. Các khương tuyến đóng vai trò như những đường ray, nhưng không để dẫn hướng đầu đạn mà tạo ra độ xoắn được giới hạn trước cho đường đạn ngoài. Đầu đạn ép chặt vào thành nòng cũng đồng thời ngăn chặn sự rò khí thuốc phóng, tận dụng tối đa lực đẩy sinh ra do giãn nở khi thuốc phóng cháy trong buồng đạn.
Tham số "39" (mm) là chiều dài buồng thuốc phóng được làm tròn. Vào thế kỷ 18 và đầu thế kỷ 19, kỹ thuật quân giới phát triển nhanh chóng. Bắt đầu với súng kíp nhồi đạn từ miệng nòng. Súng kíp, cũng như tiền thân của nó là các loại súng hỏa mai mồi thừng, súng hỏa mai đá lửa... chỉ chấp nhận đạn, thuốc và kíp rời, nòng trơn không có khương tuyến. Sau đó ở châu Âu xuất hiện đầu đạn được đóng gói cùng với thuốc phóng trong các ống giấy, với mục đích ban đầu chỉ là tiện lợi và giảm thời gian nạp đạn. Súng khai hậu ra đời là một bước đột phá cực kỳ quan trọng, dẫn đến sự thay đổi lớn trong thiết kế súng đạn về sau. Với đầu đạn, thuốc phóng và kíp (hay còn gọi là hạt lửa) được tích hợp với nhau thành đạn viên hoàn chỉnh (cartridge) bằng vỏ đạn. Vỏ đạn ban đầu là một ống giấy bồi hình trụ, có đế đồng, đường kính khớp với đường kính viên đạn.
Thông qua các tham số đường kính đầu đạn và chiều dài buồng thuốc phóng, có thể tính toán đơn giản hoặc ước lượng để tìm ra nhiều tham số quan trọng khác, như trọng lượng đầu đạn (do khi đó đầu đạn phổ biến là các viên chì đặc hình cầu được chuẩn hóa bằng gauge và bore), thể tích buồng thuốc phóng, khối lượng thuốc phóng cần thiết (thuốc súng đen)... Đạn viên hoàn chỉnh đi kèm với súng khai hậu có kim hỏa.
"7,62x39mm" là một ví dụ điển hình của cách định danh truyền thống, bao gồm các tham số đại diện là đường kính viên đạn và chiều dài buồng thuốc phóng. Tất nhiên, hai tham số này đã không còn là đại diện quan trọng nhất cho tính năng kỹ chiến thuật vô cùng phức tạp của một viên đạn hiện đại, trong khi một mẫu thiết kế đạn hoàn chỉnh ngày nay luôn bao gồm cả thiết kế nòng tiêu chuẩn.
M-43 là viết tắt của "Модель образет 1943/Model' obrazet 1943 - Mẫu thiết kế năm 1943".

## Tiền đề của đạn súng trường xung kích

### Súng đạn súng trường chiến đấu
Liên Xô sau trận Stalingrad nhận ra phần lớn các cuộc đọ súng giữa bộ binh hai phía đều ở khoảng cách 100 – 300 m hoặc gần hơn. Loại đạn súng trường chiến đấu tiêu chuẩn 7,62×54mm mmR của họ hay 7,92×57mm mm Mauser của phát xít Đức không phải là loại đạn thích hợp cho súng bộ binh cá nhân trong điều kiện chiến đấu hiện đại (vào lúc đó). Đạn súng trường chiến đấu có đường đạn rất tốt, độ chính xác rất cao, tầm bắn sát thương rất xa có thể lên đến 1500 – 2000 m, các khả năng xuyên và phá phần mềm rất tuyệt nhưng quá thừa so với khả năng thị lực chung của người lính. Họ vốn không thể dùng súng trường hay súng máy để bắn mục tiêu người xa đến 700 m hoặc hơn mà không có thiết bị ngắm hỗ trợ, đơn giản là không nhìn thấy mục tiêu hoặc mục tiêu quá nhỏ. Thêm vào đó, sức giật của súng bắn đạn súng trường chiến đấu là rất mạnh. Các loại súng máy để đảm bảo độ ổn định, phải nặng đến khoảng 8 – 10 kg hoặc hơn, nòng dày nặng, chỉ có thể bắn loạt, và phải được hỗ trợ bởi chân súng hoặc giá súng, không thể bắn khi đang di chuyển; nhiều súng có đầu nòng bù giật, nhưng độ tản mát của loạt bắn vẫn rất cao do súng quá giật. Các súng trường chiến đấu có khả năng bắn liên thanh như AVS-36, AVT-40 hay SG-42 đều thất bại chủ yếu ở khả năng bắn liên thanh, cũng do dùng đạn súng trường chiến đấu. Các súng trường chiến đấu bán tự động (như SVT-40, G-43, Garand M1) hoặc lên đạn thủ công (như Mosin-Nagant M91/30 hay Mauser Kar 98k) thì đơn giản là quá giật ảnh hưởng đến tốc độ xạ kích của xạ thủ, những người hơi yếu không giữ nổi khẩu súng khi bắn.

### Súng đạn súng ngắn liên thanh
Khi khoa học chiến tranh bị mắc kẹt trong những chiến hào vùng Verdun, người ta không có một thứ vũ khí cá nhân nào có tính năng xung phong cho những người lính tấn công vào đội hình đối phương trong các chiến hào kiên cố dày đặc súng máy. Thay vào đó, các bên tham chiến cố gắng chế tạo ra những cỗ siêu trọng pháo đắt tiền vô dụng. Thế chiến I kết thúc với sự lên ngôi của súng ngắn liên thanh (Tiếng Đức – Maschinen Pistolen, tiếng Nga – Pistolet Pulemyot). Súng ngắn liên thanh được hoàn thiện trong suốt những năm sau chiến tranh, trở thành một thành phần cơ bản của đội hình xung hỏa lực bộ binh, mang chức năng "xung phong". Súng bắn đạn súng ngắn, đường đạn ngắn, độ chính xác không cao, tầm bắn sát thương rất gần, các khả năng xuyên và phá phần mềm kém. Nhưng điều làm nên giá trị của cả súng và đạn là chúng có độ giật ít, có thể bắn liên thanh khi di chuyển, đạn nhẹ nên xạ thủ mang được nhiều. Các loại súng ngắn liên thanh nhanh chóng được thiết kế chế tạo và đưa vào trang bị, bắt đầu bằng khẩu MP-18 của Đức năm 1918. Súng kết hợp với súng trường chiến đấu tạo ra bộ hỏa khí xung lực, và các quốc gia bước vào Thế chiến II năm 1939. Thế nhưng sau một thời gian, việc đạn súng ngắn quá yếu kết hợp với đạn súng trường chiến đấu quá mạnh tạo nên sự bất hợp lý. Trang bị lúc đó của một tiểu đội bộ binh, trừ súng máy trợ chiến, có từ một đến hai súng ngắn liên thanh, còn lại là súng trường. Nếu tăng khả năng "xung phong" hơn nữa thì giảm khả năng "súng trường" và ngược lại. Trong khi súng ngắn liên thanh dùng để xung phong có tầm bắn và hỏa lực quá tệ, nhưng có thể bắn liên thanh và chỉ thích hợp chiến đấu tâmg gần, thì súng trường chiến đấu lại có tầm bắn và hỏa lực quá tốt, nhưng tốc độ bắn quá chậm, súng quá giật chỉ thích hợp bắn mục tiêu cự li xa. Ngay cả khẩu PPSh-41 của Liên Xô, sử dụng đạn 7,62x25 mmTT, có tầm bắn hiệu quả lên đến 200 m, tốt nhất thời bấy giờ, hỏa lực khá mạnh so với hầu hết các súng ngắn liên thanh cùng thời, đặc biệt là hộp tiếp đạn trống 71 viên chứa được nhiều đạn, cũng chưa làm cho người Nga hài lòng.

### Tiền đề của đạn 7,62×39mm M43
Xem thêm: Fedorov Avtomat
Một trong những yêu cầu để tạo ra loại đạn mới xuất hiện khi Vladimir Grigoryevich Fedorov thiết kế khẩu súng trường tấn công đầu tiên trên thế giới: "Fedorov Avtomat" với nguyên mẫu đầu tiên ra đời năm 1911.
Súng ban đầu nặng khoảng 4 kg, sử dụng cơ cấu nạp đạn bằng khóa nòng đóng, bắn liên thanh, dùng đạn 7,62x54 mmR. Mặc dù vẫn là dạng súng trường cơ bản nhưng đã có tay cầm trước hộp tiếp đạn. Sau một thời gian đánh giá thiết kế súng mới của mình, Fedorov cuối cùng đã nhận ra đạn súng trường tiêu chuẩn tại thời điểm đó không thích hợp cho tính năng bắn liên thanh và bắn khi di chuyển, vì súng nhẹ trong khi đạn quá mạnh, không thể giải quyết bằng cách tăng trọng lượng súng. Năm 1913, Fedorov thiết kế loại đạn mới với kích cỡ 6,5mm. Đầu đạn nặng 8,5 g với sơ tốc 860 m/s, động năng 3140 J thấp hơn nhiều so với đạn 7,62×54mm R. Các thử nghiệm đều khả quan và báo cáo từ chiến trường gửi về yêu cầu cao hơn cho súng như dùng hộp tiếp đạn rời, súng chứa nhiều đạn hơn,... Việc hội đồng súng trường yêu cầu chuyển sang dùng đạn 6,5x50 mmSR Arisaka của Nhật Bản trong phiên bản cuối cùng của súng do hai lý do: đạn 6,5 mm của Nhật phù hợp với chức năng bắn tự động hơn, và quan trọng nhất là mua đạn từ nguồn cung cấp từ nước ngoài đơn giản hơn so việc chế tạo một loại đạn mới hoàn toàn trong nước tại thời điểm đó. 6,5x50 mmSR lúc đó đang được Anh đồng minh gia công cho Nhật Bản, tuy là loại đạn dùng cho súng trường chiến đấu nhưng yếu hơn nhiều so với các đạn súng trường tiêu chuẩn cùng thời điểm như 7,62×54mm R, 7,92×57mm Mauser, hay .30-06 (7,62x63 mm). Đầu đạn nặng khoảng 9 g, sơ tốc 720 m/s với động năng ban đầu là 2330 J. Đạn 6,5x50 mmSR Arisaka tương đương đạn 6,5 mm của Fedorov về khả năng xạ kích tầm xa, độ giật thấp hơn làm loạt bắn dễ kiểm soát hơn. Tuy nhiên đạn không thích hợp cho súng trường xung kích ở chỗ đây là loại đạn có gờ móc đạn cổ điển, vì vậy việc thiết kế hộp tiếp đạn cho súng bắn tự động không hề đơn giản; nếu không được thiết kế hợp lý, các hàng đạn trong hộp tiếp đạn sẽ có khả năng mắc vào nhau gây kẹt đạn. Fedorov sau đó đã thay đổi cỡ đạn cho súng thành 6,5x50 mmSR. Phiên bản mới sau khi thử nghiệm, được sản xuất với số lượng nhỏ và mang ra chiến trường thử nghiệm. Một lần nữa, các báo cáo gửi về tiếp tục cho thấy sự ưu việt của súng trường xung kích Fedorov. Với loại đạn mới, khẩu vẫn súng đảm bảo khả năng bắn điểm xạ mục tiêu xa tốt như súng trường chiến đấu đến cự li trung bình, trong khi khả năng bắn liên thanh từng loạt khi di chuyển (vốn kém hơn các mẫu súng trường xung kích về sau này, nhưng lúc đó là ưu việt) đã tăng lên vì phiên bản súng đạn mới giật yếu hơn. Khẩu súng đã tạo nên ưu thế cho các xạ thủ Hồng Quân trước bộ binh và kỵ binh Bạch Vệ, vốn trang bị Mosin-Nagant M-91 phải lên đạn thủ công.
Việc súng bộ binh chủ lực chuyển sang đạn 6,5 mm của Fedorov, ít nhất là đưa vào trang bị súng trường xung kích dùng đạn 6,5 mm thay thế súng trường chiến đấu, lúc đó còn quá mới mẻ, không ai nghĩ rằng 6,5 mm của Fedorov sẽ là đạn chủ lực, chứ không phải là các loại đạn mạnh mẽ như 7,62×54mm R hay 7,92×57mm Mauser. Đế quốc Nga vốn nghèo và kiệt quệ ngay trong Thế chiến I, không đủ khả năng thay thế toàn bộ súng, đạn súng trường chiến đấu để bứt phá khỏi thời kỳ chiến tranh hầm hào, tạo ra một cuộc cách mạng kỹ thuật quân sự. Sau một loạt các biến động chính trị và quân sự, Liên bang Sô-viết non trẻ cũng không đủ khả năng thực hiện điều đó, khẩu súng đang còn dang dở không có cơ hội phát triển, và người Nga vẫn tiếp tục sử dụng Mosin-Nagant M-91 và sau này là Mosin-Nagant M-91/30 và các súng trường chiến đấu khác dùng đạn 7,62×54mm R.
Tuy nhiên, người Liên Xô vẫn chưa chịu từ bỏ. Họ đã có trong tay khái niệm đầu tiên về cái gọi là súng đạn "Avtomat" - Súng trường xung kích. Đó là một bộ súng - đạn xung lực chủ lực của quân đội; không phải súng ngắn liên thanh súng nặng nòng dài hay súng trường chiến đấu có thể bắn tự động; phải có khả năng xạ kích phát một chính xác đạt đến cự li giới hạn của binh sĩ; phải có khả năng bắn ứng dụng khi xung phong dựa vào độ giật kiểm soát được của loạt bắn; có thể chọn chế độ bắn; phải mang được nhiều đạn; phải có các khả năng xuyên và phá tốt; phải đủ gọn nhẹ, tiện lợi cho người lính khi vận động chiến đấu trên chiến trường; phải rẻ, đơn giản, dễ dàng chế tạo với số lượng lớn đáp ứng nhu cầu chiến tranh trong mọi điều kiện, thậm chí là cơ sở hạ tầng, công nghệ tồi tàn,...
Các kỹ sư Nicholai M. Elizarov, Boris V. Semin và Mikhail Kalashnikov, trải qua hơn một thập niên nghiên cứu và phát triển, cuối cùng đã cho ra một bộ súng - đạn súng trường xung kích hoàn chỉnh: AK-47 - 7,62x39 mm M43. Bộ súng - đạn xung lực kiểu mới đã thay thế thành công bộ xung lực hai thành phần cũ, trực tiếp hoặc gián tiếp tạo ra một loạt các thay đổi về phiên chế trang bị xung hỏa lực bộ binh, trở thành một cuộc cách mạng về quân sự trên toàn thế giới, thay đổi vĩnh viễn học thuyết chiến tranh hiện đại.

## 7,62×39mm M43

### Quá trình phát triển và phiên chế, 1942 - 1961
Khoảng thời gian giữa năm 1942 – đầu năm 1943, với các kinh nghiệm chiến đấu của súng trường xung kích "Fedorov Avtomat" và đạn 6,5×50mmSR, Liên Xô thiết kế một loại đạn "cỡ trung bình", dựa trên đạn 7,62×54mmR lúc đó đang là đạn chủ lực. Loại đạn mới này nguyên bản là 7,62×41mm M43, có đường đạn ngắn hơn, sức xuyên, sức phá yếu hơn đạn súng trường chiến đấu nhưng tốt hơn nhiều lần so với đạn súng ngắn.
Vào thời điểm đó, Hồng quân và các nhà thiết kế Liên Xô đã trải qua một thời gian chiến tranh khá dài, đủ để nhận ra các ưu nhược điểm của bộ xung lực súng ngắn liên thanh - súng trường chiến đấu, hay đúng hơn là đạn của chúng. Tầm ngắm hiệu quả của súng trường chiến đấu bắn từng viên yêu cầu chính xác, đối với đại đa số binh lính chỉ đạt khoảng 300 m. Quá cự li này đến 600 m là ngưỡng hiệu quả của súng máy dùng cùng loại đạn, bắn loạt chụm tiêu diệt mục tiêu theo mức xác suất "vẫn có thể chấp nhận được", thậm chí từ 300 – 600 m hiệu quả giảm nhanh, lấy số lượng đạn bắn ra thay cho độ chính xác. Trong khi đó, tầm bắn hiệu quả của súng ngắn liên thanh cao nhất chỉ đạt khoảng 200 m như PPSh-41, ở cự li đó về sau khả năng bắn hiệu quả giảm mạnh chủ yếu do đạn, các loại súng khác như MP-40, Sten, Thompson chỉ đạt cao nhất là 100 m. Súng đạn súng trường chiến đấu có hiệu quả cao ở tầm xa, nhưng quá thừa so với khả năng của con người nếu không có thiết bị ngắm hỗ trợ, lại quá giật khi bắn liên thanh, hiệu quả "xung phong" quá thấp. Súng đạn súng ngắn liên thanh thì ngược lại.
Vì vậy, khi Elizarov và Semin khi thiết kế đạn M43, họ đã cố gắng cho viên đạn có một đường đạn trung hòa giữa hai loại đạn trên, về tầm bắn chính xác và tầm bắn sát thương, theo kinh nghiệm chiến đấu của chiến tranh hiện đại (thời điểm đó). Viên đạn 7,62×41mm lúc đó được dự định sẽ dùng trong loại súng thay thế ngôi vị súng bộ binh chủ lực của cả súng ngắn liên thanh và súng trường chiến đấu.
Súng carbine CKC của nhà thiết kế Simonov, áp dụng đạn 7,62×41mm M43, ra đời trên cơ sở máy của hai khẩu SVT-40 và PTRS-41, nhanh chóng được đưa ra chiến trường thử nghiệm, và thu được kết quả rất tốt. Súng gọn hơn, nòng ngắn hơn, sức giật nhẹ hơn các súng trường chiến đấu, nhưng vẫn đảm bảo tầm bắn hiệu quả (trên 400 m), sức xuyên, sức phá, cơ số đạn mang theo cũng nhiều hơn do đạn nhẹ hơn. Việc thay thế các súng trường chiến đấu bằng CKC diễn ra sau khi Thế chiến II kết thúc. súng trường chiến đấu dần dần bị loại bỏ trong phiên chế bộ binh, chỉ còn chức năng súng trường bắn tỉa tầm xa. Lúc này đạn 7,62x41mm M43 đã được áp dụng trong nhiều thiết kế súng mới như AK của Kalashnikov, TKB-408 của Korobov, RPD của Degtjarev,...

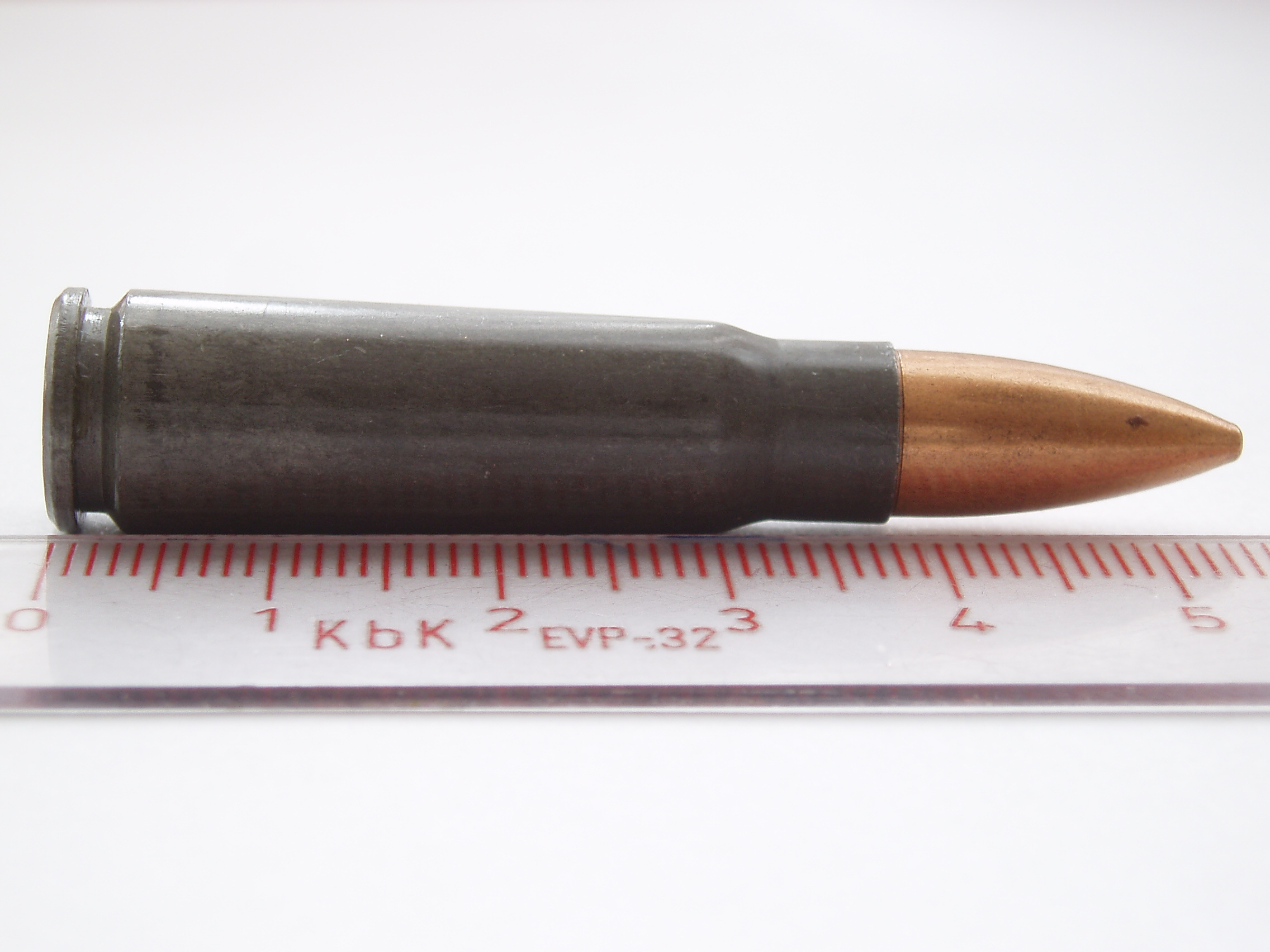
Kích thước thực tế của đạn M43.

Năm 1949, đạn 7,62×41mm M43 có sự thay đổi lớn, trở thành đạn 7,62×39mm như ngày nay, với các tính năng ưu việt hơn nguyên bản. Trong thời điểm này, CKC chính thức được chấp nhận phiên chế, được thay đổi cho phù hợp với phiên bản đạn mới, trước đó đã có một lượng lớn SKS trang bị trong các đơn vị Hồng quân. Một bộ xung hỏa lực đầy bất cập ra đời: súng ngắn liên thanh PPSh-41 dùng đạn 7,62×25 mm TT, súng carbine SKS dùng đạn 7,62×39 mm M43 và súng máy trợ chiến RP-46 dùng đạn 7,62×54mmR. Bộ xung hỏa lực này không có tính ưu việt rõ rệt so với bộ xung hỏa lực cũ, ngược lại làm trầm trọng thêm vấn đề hậu cần khi có đến ba loại đạn thay vì hai loại trước đây. Năm 1949 cũng là năm AK-47 được đưa vào phiên chế, kẻ chiến thắng "cuộc chiến súng trường xung kích" năm 1947 thay thế bộ xung lực cũ, trở thành hỏa khí xung lực duy nhất, có một khởi đầu khó khăn, chưa đủ khả năng trang bị đại trà vì những khó khăn trong kỹ thuật sản xuất, và nó vẫn liên tục được nâng cấp cho đến năm 1955.
Súng máy trợ chiến RPD ra đời năm 1944, nhưng phải đến năm 1951 mới được đưa vào phiên chế thay thế RP-46. Đến lúc này, bộ xung hỏa lực của Hồng quân đã có sự tiến bộ rõ rệt, RPD cũng như SKS, đều dùng đạn 7,62×39mm M43, có khả năng cơ động cao hơn RP-46 do nhẹ hơn, có thể dừng bắn trong khi hành tiến. RP-46 rút lên cấp phiên chế cao hơn, trở thành súng máy trợ chiến cấp trung đội.
Hồng quân vẫn chưa hài lòng với SKS - RPD, từ năm 1949 họ đã bắt đầu trang bị AK-47. Nhưng do nhiều nguyên nhân, phải đến năm 1961 AK-47/AKM (AKM ra đời năm 1959) mới hoàn toàn thay thế SKS và các súng ngắn liên thanh. Đạn 7,62×39mm M43 trở thành loại đạn tiêu chuẩn duy nhất cho bộ xung hỏa lực AK-47/AKM - RPD tiêu chuẩn của Hồng quân. Nhưng từ trước năm 1961, người ta nhận ra sự bất cập khác: AK-47 tuy là một súng xung kích tuệt vời nhưng khả năng tác xạ tầm xa không bằng SKS, RPD không có khả năng này, bộ xung hỏa lực mới thiếu đi một khả năng quan trọng. Vì vậy, đạn 7,62x54 mmR xuất hiện trở lại trong phiên chế tiểu đội, một số đơn vị bộ binh thay RPD bằng các đại liên RP-46 và PK, lấy tác xạ loạt chụm thay thế tác xạ từng viên chính xác. Bộ xung hỏa lực AK-47/AKM - RP-46/PK vẫn không phải là giải pháp tốt và 7,62×39mm M43 có nguy cơ mất vị trí độc tôn.
Cũng trong năm 1961, Kalashnikov đã giải quyết vấn đề bằng khẩu trung liên nhẹ RPK. RPK được phát triển từ AKM, là một tập hợp các tính năng của súng máy trợ chiến, súng trường xung kích và súng trường chiến đấu. Súng được phát triển dựa trên yêu cầu chiến thuật coi trọng tiến công của Hồng quân, nhanh chóng thay thế RPD, DP-46 và PK tạo thành bộ xung hỏa lực cấp tiểu đội đầy đủ chức năng chiến đấu. Đạn 7,62×39mm M43 lại giữ vững vị trí của nó.
Thật ra, việc giữ nguyên đường kính đạn 7,62 mm gây khó khăn lớn cho các nhà thiết kế, và khó khăn lớn nhất mà các súng trường tấn công phải vượt qua là đạn M43, chứ không phải khẩu AK-47 của Kalashnikov. Các tính toán cho thấy đường kính đạn hợp lý nhất nằm ở khoảng 6,0 - 6,5 mm đối với loại đạn đầu đặc, 4,3 - 5,5mm đối với loại đạn đầu rỗng. Nhưng việc giữ nguyên đường kính đạn cho phép triển khai sản xuất nhanh chóng trên các thiết bị cũ, vì vậy, bắt đầu từ năm 1945 đến năm 1949, Liên Xô đã chuyển sang sử dụng đạn M43 với súng carbine SKS và sau đó là súng máy cá nhân RPD năm 1951. AK-47 do thiếu khả năng tác xạ từng viên tầm xa của súng trường chiến đấu, nên chỉ được trang bị toàn bộ sau năm 1959 với sự xuất hiện của RPK.
Đạn 7,62×39mm M43 dần bị thay thế bởi loại đạn 5,45x39mm M74, bắt đầu từ thời điểm 1974. So với M43, đạn M74 nhỏ hơn nên một người lính có thể mang nhiều đạn hơn, lực giật súng cũng nhỏ hơn, tuy nhiên sức xuyên phá của M74 kém hơn (vì liều thuốc nhỏ hơn). Vì mỗi loại đạn đều có ưu-nhược điểm nên M74 không thay thế hoàn toàn M43, và M43 chưa bao giờ bị loại hoàn toàn khỏi phiên chế Quân đội Liên Xô, và sau này là quân đội Nga, cũng như AKM, RPD và RPK. Cho đến ngày nay, 55 quốc gia và nhiều lực lượng vũ trang lấy 7,62×39mm M43 làm đạn chủ lực.

### Tổng thể
- Kiểu vỏ đạn: dạng côn, có rãnh móc đạn
- Đường kính đầu đạn: 7,92 mm
- Đường kính cổ vỏ đạn: 8,60 mm
- Đường kính vai vỏ đạn: 10,07 mm
- Đường kính vành đít vỏ đạn: 11,35 mm
- Đường kính gờ đít vỏ đạn: 11,35 mm
- Độ dày đáy vỏ đạn: 1,50 mm
- Chiều dài vỏ đạn: 38,70 mm
- Chiều dài toàn bộ viên đạn: 56,00 mm
- Khối lượng viên đạn: 16,20 – 16,50 g
- Khối lượng đầu đạn: 7,97 g
- Thuốc đạn: 3 g SSNF 50
- Sơ tốc đầu đạn: 715 m/s
- Động năng đầu đạn ban đầu: 2019 J
- Áp suất trong nòng tối đa: 355,00 MPa (51,488 psi)
- Bước vòng xoáy trung bình: 240 mm (1:9,45)

### Đầu đạn

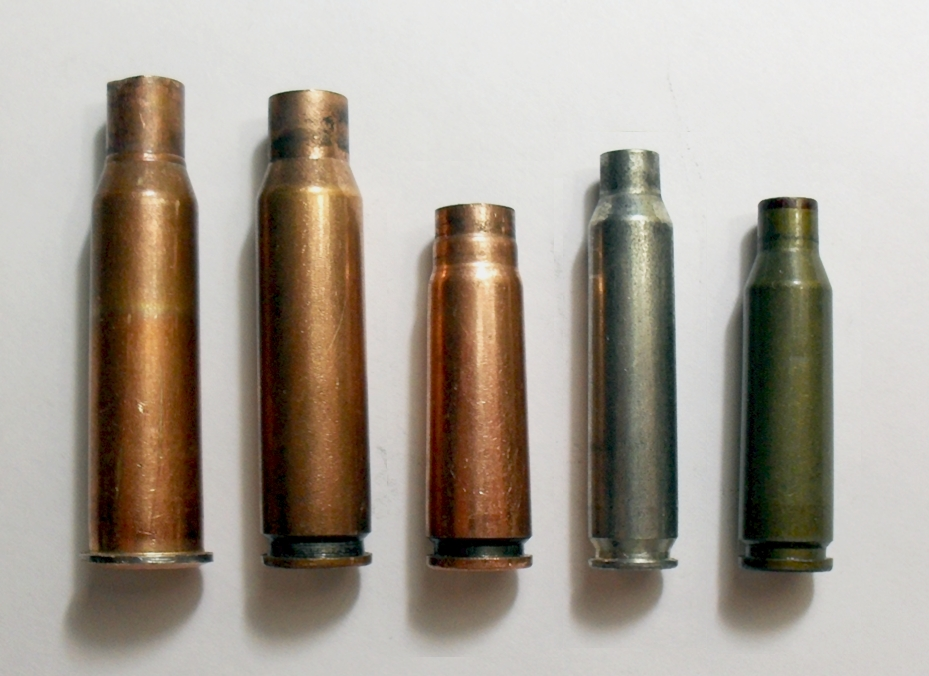
So sánh các vỏ đạn của các cỡ đạn khác nhau. Lần lượt từ trái sang phải là 7.62×54mmR, 7.62x51mm NATO, 7,62×39mm, 5.56x45mm NATO, 5,45×39mm

Đạn 7,62x39 mm M43 có đầu đạn cầu đầu mềm có mũi đường đạn, thừa kế công nghệ "chống trên mũi nhọn" của các đạn súng trường chiến đấu Nga và Đức. Nó có phần đầu nhẹ, tâm khối lượng dồn về sau, tâm khí động phía trước.
Kết cấu đạn gồm 3 lớp: Phần lõi bằng thép hay vật liệu cường độ cao, thường là thép cứng. Lõi đạn vừa có tác dụng dồn tâm khối lượng về sau, vừa có tác dụng xuyên. Lớp bọc bên ngoài bằng kim loại mềm, thường là đồng, tạo nên mũi đạn. Lớp kim loại mềm vừa có tác dụng làm bền nòng, vừa có tác dụng giảm ma sát đối với không khí một khi tốc độ đường đạn ngoài thực giảm đều đến giai đoạn làm mất hiệu ứng "chống trên mũi nhọn". Giữa lõi và vỏ ngoài là một lớp chì mỏng.
Có bảy loại đầu đạn chính:
- Đầu đạn thường (7-N-23, 57-H-231S, 57-N-231SL), thường được gọi là đạn xuyên. Đạn lõi thép có vỏ mềm, thường là đồng.
- Đạn xuyên tăng cường (7-N-27), đường đạn giống như của đầu đạn thường và là đường đạn cơ bản dùng để tính toán thiết kế súng. Đạn xuyên mạnh chỉ khác ở khă năng xuyên cao hơn, có lõi wolfram hay vật liệu cường độ cao khác.
- Đầu đạn cháy (57-Z-231), là đầu đạn chứa thuốc cháy, tự cháy khi xuyên vào trong mục tiêu. Đầu đạn cháy có khả năng xuyên mạnh là đầu đạn xuyên cháy (57-BZ-231). Đạn cháy hay xuyên cháy dùng cho các mục tiêu đặc biệt, thường không phổ biến. Trúng đạn này rất nguy hiểm, thường phải cắt bỏ nơi trúng đạn.
- Đầu đạn vạch đường (57-T-231P/T-45, 57-T-231PM/T-45M, 57-T-231PM1/T-45M1) phun ra rất nhiều bột nhôm và magiê trong lúc bay, cháy sáng rực chỉ rõ đường đạn, dùng để hiệu chỉnh đường ngắm hoặc chỉ thị mục tiêu.
- Đầu đạn thử áp lực cao (57-H-231V), đơn giản là đầu đạn nặng, đạn dùng để thử súng. Mỗi khẩu súng trước khi đến tay quân đội đều phải bắn khá nhiều đạn như vậy với vài chế độ bắn khác nhau.
- Đầu đạn tầm ngắn (57-H-231, 57-H-231U). Đây là đạn có sơ tốc thấp dưới Mach 1 (cận âm), đơn giản là đầu đạn rất nặng. Đầu đạn tầm ngắn tạo áp lực rất cao trong nòng, nhưng đầu đạn nhẹ hơn đầu đạn thử áp lực cao, tạo áp lực thấp hơn. Đạn tầm ngắn có đường đạn tồi, do quá khác đường đạn cơ bản mà khẩu súng thích hợp nhất. Tản mát xảy ra nhiều phấn lớn do tâm khí động và tâm khối lượng gần nhau, trọng tâm tiến liên phía trước làm cho đầu đạn ngoáy đảo mạnh. Đạn này chỉ có ưu thế giảm thanh khi sử dụng khí tài giảm thanh như PBS-1 cho AKM.
- Đạn huấn luyện (57-X-231, 7Sch2, 57-N-231UCh), đạn không có đầu đạn, cổ vỏ đạn được dập khít vào nhau hình múi khế. Các súng có máy trích khí bắn loại đạn này, dòng khí thường thoát hết ra ngoài đầu nòng, không vào lỗ trích được. Có loại đạn huấn luyện có đầu đạn giả bằng vật liệu rất mềm xốp, có khả năng ép khí thuốc vào lỗ trích. Đạn huấn luyện khi bắn sát người có khả năng gây thương tích nghiêm trọng.

### Thuốc đạn
Thuốc đạn cho đạn 7,62x39mm M43 là loại thuốc viên có thành phần đồng nhất và rất bền chắc, không vỡ khi cháy, áp dụng kỹ thuật pháo, bao gồm pha trộn hai loại: Một cháy nhanh cho áp suất tức thời, và một cháy chậm để duy trì áp suất ổn định. Diện tích bề mặt viên thuốc rất ổn định khi cháy, loại bỏ khả năng áp suất tăng quá cao hay quá thấp, ảnh hưởng đến đường đạn trong hay nghiêm trọng hơn nữa, ảnh hưởng đến nòng. Đây là loại thuốc có mật độ năng lượng cao, áp suất tối đa thấp, được thiết kế riêng cho đạn, dùng kết hợp với chiều dài nòng cỡ súng carbine như AK47/AKM, SKS, RPD, RPK.

### Vỏ đạn
Nguyên liệu làm vỏ đạn có thể bằng đồng hoặc thép, phủ một lớp sơn chống rỉ. Vỏ đạn có đuôi đặc, chế tạo bằng phương pháp dập nhồi ép phôi hình khối thay cho phương pháp dập kéo tấm mỏng. Phương pháp này trước đó chỉ dùng để chế tạo vỏ đạn lớn, chịu áp lực cao, đến nay vẫn là phương pháp chế tạo tiên tiến nhất cho ra vỏ đạn chắc chắn. Hình dáng vỏ đạn có độ côn lớn, kiểu gờ móc cổ điển thay bằng kiểu rãnh móc sâu và thành sau thẳng đứng giảm khả năng móc đạn trượt, tắc vỏ trong ổ đạn hay kẹt hộp tiếp đạn.

### Đường đạn
- Đường đạn trong

Bản chất từ "tiến công" là bắn trong khi di chuyển, và đây là mục tiêu mà đạn M-43 hướng đến. Để đạt được điều đó, các nhà thiết kế đã giới hạn động năng của đạn ở mức khoảng 2000 J. Ở mức động năng này, phát bắn không quá giật khi bắn "xung phong", khẩu súng đảm bảo nhẹ mà vẫn ổn định. Tuy nhiên cũng ở mức động năng này, hình dáng, cấu trúc, trọng lượng, tốc độ quay, tốc độ khi ra khỏi nòng của viên đạn đều phải được tính toán kỹ lưỡng, nếu không thì đường đạn không chính xác và khả năng xuyên/phá thấp, trở thành một viên đạn thất bại như 7,62x33 mm Pistolepatrone 43 của Đức.
Đầu đạn 7,62x39 mm có trọng lượng, hình dáng, cấu tạo ưu việt nhất đối với mức động năng khoảng trên 2000 J một chút, được ấn định cho chiều dài nòng khoảng 400 đến 600 mm. Để đạt được đoạn đồ thị áp suất cao nhất, ổn định nhất khoảng 355,00 MPa trong khoảng chiều dài nòng trên trước khi áp suất giảm, một loại thuốc đạn mới ra đời dành riêng cho đạn. Loại thuốc này dùng cho thuật phóng áp suất thấp, giảm chậm của đạn/nòng 7,62x39 mm M43. Phần thuốc cháy nhanh nâng áp suất trong nòng tăng vọt cực nhanh, đẩy đầu đạn nặng 7,97 g đến một khoảng vận tốc thì cháy hết. Phần thuốc cháy chậm tiếp tục đưa đầu đạn đạt đến khoảng 700 m/s ở 400 mm, áp suất được duy trì tăng chậm, đều, ổn định, tốc độ đầu đạn đạt đến khoảng 755 m/s ở 600 mm. Sau đó áp suất giảm do bề mặt thuốc đạn giảm nhiều, nhưng chậm do thuốc đạn cháy chậm chưa cháy hết. Từ trên 600 mm, viên đạn có thể đạt vận tốc cao hơn 755 m/s, do tốc độ của đầu đạn chưa đủ nhanh để bứt được sự ảnh hưởng của áp suất. Khi áp suất trong nòng yếu đến một mức độ nhất định, nó không còn tác dụng đẩy đầu đạn nữa, đầu đạn theo quán tính đi tiếp, ma sát với nòng và chậm dần đến khi dừng hẳn, hoặc ra khỏi nòng nhưng yếu đi.
áp suất giảm chậm rất quan trọng đối với loại súng có máy trích khí xung như AK. Khi dòng khí đi qua ống trích khí, do khối lùi của súng có một trọng lượng nhất định, nên dòng khí phải tích một năng lượng nhất định để thắng trọng lượng đó. Nếu khối lùi quá nhẹ, viên đạn chưa ra khỏi nòng (chưa đạt vận tốc cao nhất) trong khi khối lùi bị đẩy đi, dòng khí bị thất thoát làm đạn yếu đi. Nếu khối lùi quá nặng, khi đầu đạn ra khỏi nòng, áp suất giảm mạnh làm dòng khí yếu đi, khối lùi bị đẩy đi chậm, thậm chí không đẩy về được.
Đối với đạn/nòng M43, sau khi viên đạn ra khỏi nòng, áp suất trong nòng vẫn cao và giảm chậm, làm năng lượng đẩy của dòng khí vào mặt xi lanh vẫn mạnh, khối lùi bị dòng khí đẩy đi một đoạn ngắn, sau đó theo quán tính tự lao về sau dứt khoát, rồi lò xo đẩy về làm công việc ngược lại. Các súng trích khí xung kiểu AK chọn thời điểm khối lùi bị đẩy về ngay khi đầu đạn ra khỏi nòng 400 – 600 mm, vừa không làm đạn yếu đi, vừa tận dụng khoảng thời điểm áp suất còn cao hoặc sắp giảm chậm. Ví dụ nòng AK-47/AKM dài 415 mm, nòng RPK dài 590 mm, nòng SKS dài 521 mm.
Ngoài ra, nòng thiết kế cho thuật phóng áp suất thấp mỏng hơn, nhẹ hơn, bền hơn nòng dành cho thuật phóng áp suất cao chuyên dùng cho súng ngắn và súng ngắn liên thanh nòng ngắn.
Một bộ phận quan trọng của nòng là khương tuyến. Khương tuyến tùy theo số lượng, độ dài bước, sẽ làm cho đạn xoáy yếu hay mạnh, là một yếu tố quan trọng ảnh hưởng đến đường đạn ngoài và sức phá. Ngoài ra, độ xoáy của đầu đạn quá cũng ảnh hưởng đến tuổi thọ nòng và độ bền kết cấu đạn. Đạn M43 không phải là loại đạn có độ xoáy lớn, vì đường đạn chủ yếu phục vụ cho súng xung lực cá nhân có tầm bắn chính xác từ 300 đến 400 m, súng máy cá nhân trợ chiến đến 600 m. Tốc độ xoáy của đầu đạn đạt 1:9,45 với bước vòng xoáy trung bình 240 mm, đảm bảo độ bền của nòng và tránh vỡ đầu đạn khi chạm mục tiêu quá cứng.
- Đường đạn ngoài

Đường đạn ngoài của đạn 7,62x39 mm M43 từ khi được thiết kế đến khi hoàn thiện luôn phải giải quyết 2 vấn đề chính: tầm bắn chính xác và tầm bắn sát thương, tạo nên tầm bắn hiệu quả. Theo học thuyết quân sự Liên Xô lúc đó, tầm bắn chính xác của súng xung phong là 300 m, của súng máy bắn loạt chụm là 600 m, tầm sát thương chỉ nên giữ ở 600 mét là đủ. Tầm sát thương của đạn M43 quá thừa (khoảng 1000 m), và yêu cầu khắc nhiệt nhất chính là độ chính xác của phát bắn. Tuy nhiên, các nhà thiết kế chọn giải pháp áp dụng đường đạn ngoài của đạn xuyên bắn từ nòng xoắn cho đạn. Đầu đạn có tốc độ xoáy, hình dáng, độ dài, và vị trí tâm khối lượng, tâm khí động vừa phải, được thiết kế công phu bằng những tính toán phức tạp.
Viên đạn bay trong không khí luôn bị sức cản của không khí ngăn cản tốc độ, và chính điều này làm viên đạn dễ bị lệch tâm. Theo nguyên lý đó, viên đạn nào bay nhanh hơn và xoáy nhiều hơn sẽ làm tản mác lực cản kông khí nhiều hơn, và dĩ nhiên là chính xác hơn do ít bị lệch tâm.
Đạn M43 tích hợp hiệu ứng "chống trên mũi nhọn" của đạn súng trường chiến đấu Nga và Đức. Đầu đạn thuộc nhóm đầu đạn cầu vỏ mềm, trọng tâm đầu đạn nằm ở phía sau, phần mũi nhọn trước chỉ là phần kéo dài, tạo nên mũi khí động. Khi đạn bay, phần kim loại cứng, nhẹ, nhọn kéo dài này đẩy tâm khí động về trước. Đạn "chống trên mũi nhọn" có mũi khí động nhọn yêu cầu tốc độ xoáy vừa phải, phụ thuộc vào kích thước viên đạn. Nếu tốc độ xoáy quá cao thì hiệu ứng "chống trên mũi nhọn" mất đi và trục đầu đạn bị cố định không uốn theo đường bay, gây tản mát. Đầu đạn cần tốc độ xoáy nhỏ nên nòng cho đạn M43 không cần nhiều khương tuyến. Nhưng nếu khương tuyến không đủ số lượng, đủ chiều sâu cho tốc độ xoáy thì đạn bị lột vỏ. Nhưng nếu làm nhiều rãnh thì nòng súng lại nhanh hỏng. Vì vậy, nòng cho đạn M43 có 4 khương tuyến hình tam giác lệch.
Phần mũi đầu đạn M43 tiếp xúc với không khí hơi tù, không khí đập vào đó bắn ra xung quanh không tiếp xúc với phần còn lại của đầu đạn. Phần còn lại này nằm trọn trong một buồng chân không, và đầu đạn chỉ "chống" vào không khí ở phần đầu mũi đầu đạn, giảm thiểu tối đa sức cản của không khí và của gió. Vận tốc xoáy vừa phải bến đạn thành con quay trong buồng chân không đó, nó không hề cố định trên đường bay, mà ngoáy đảo theo hiệu ứng con quay để tìm về trung bình, giảm tản mát.
Dĩ nhiên, với sơ tốc thấp, đường đạn của phát bắn có độ cao đường đạn lớn, cần chỉnh tầm nhiều hơn và khó bắn mục tiêu di động hơn đạn súng trường chiến đấu tiêu chuẩn, và đạn súng trường xung kích có tốc độ cao như 5,45x39 mm M74 sau này.
Đầu đạn M43 nhờ tính năng "chống trên mũi nhọn" mà có thể uốn trục đạn mềm mại theo trục đường đạn, làm giảm sức cản của không khí và ảnh hưởng của gió đến mức thấp nhất có thể. Đầu đạn được bắn ra bị lệch gió rất ít, tăng dần, chậm đến khoảng 700 m thì độ tản mát tăng vọt do đầu đạn mất dần tốc độ, làm giảm hiệu ứng "chống trên mũi nhọn". Độ chính xác của đạn M43 phù hợp với mức 300 m đến 600 m của súng bộ binh chủ lực theo học thuyết quân sự Liên Xô.
- Đường đạn cuối

Sức xuyên của đạn 7,62x39 mm M43, đối với bề mặt vật liệu cứng, kế thừa công nghệ đạn xuyên lõi cường độ cao. Đầu đạn có một lõi bằng thép rất cứng, hoặc bằng wolfram. Lõi này kéo tâm khối lượng đầu đạn về sau. Nếu không có mũi khí động đi trước, đầu đạn ra khỏi nòng sẽ tự quay ngược tâm khối lượng về phía trước. Mũi khí động của đạn không chỉ tạo hiệu ứng "chống trên mũi nhọn", mà đầu tù của mũi đầu đạn tạo ra độ bám tức thời vào bề mặt vật liệu mục tiêu. Tất nhiên đầu đạn sẽ trượt khỏi điểm chạm đối với góc tiếp xúc đủ lớn, nhưng diện tích tiết xúc ban đầu làm giảm khả năng trượt đi. Mũi đầu đạn mềm biến dạng trước bề mặt vật liệu, tiếp tục tạo ra độ bám. Trong khi đó, lõi và vỏ đầu đạn chỉ cách nhau một lớp chì mỏng. Lớp chì này không đủ sức giữ phần lõi nặng di chuyển tiếp trong khi phần vỏ đầu đạn dừng đột ngột do va chạm, và độ xoáy cũng giảm đột ngột. Phần lõi thép hoặc wolfram chiếm phần lớn trọng lượng đầu đạn, vì thế cũng tích phần lớn động năng, bứt ra tiếp tục lao về phía trước và chạm vào bề mặt vật liệu. Lõi đầu đạn M43 là vật liệu cường độ cao, hình dáng được thiết kế tốt nhất cho chức năng xuyên, với động năng lớn, khả năng xuyên rất cao. Khi lõi đầu đạn xuyên vào vật liệu, phần lõi này nhờ tính chất cường độ cao mà tiếp tục duy trì hình dáng, dẫn đến duy trì khả năng xuyên. Nếu lõi đầu đạn biến dạng quá dễ dàng thì khả xuyên sẽ yếu.